# Euripe

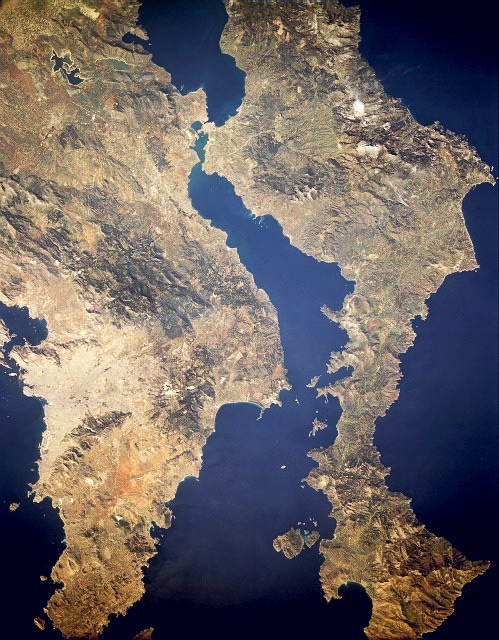
Immagine satellitare dell'Euripe, lo stretto tra l'Eubea e la Grecia continentale (il Nord è a destra) - (Courtesy NASA/JPL-Caltech).
Coordinate riferite a Calcide:.

L'Euripe, o Euripo, (in greco: Εύριπος) è quel tratto di mar Egeo che in Grecia separa l'isola dell'Eubea dalla Beozia e dall'Attica.
Presso la città di Calcide, in un punto largo 160 metri, è scavalcato da un ponte sospeso della lunghezza di circa 215 metri.
Ma è all'altezza di Calcide che lo stretto raggiunge la sua minima larghezza, restringendosi a tal punto da essere superato da un breve ponte mobile di circa 40 metri.
Lo stretto è attraversato circa cinque volte al giorno ed in entrambi i versi da correnti di marea che ne rendono arduo l'attraversamento, soprattutto ad imbarcazioni leggere.
Lo studioso svizzero François-Alphonse Forel ha contribuito a una comprensione del fenomeno con i suoi studi di limnologia e la scoperta della onda di sessa, dove gli strati di acqua di temperatura diversa oscillano di spessore in un corpo ristretto di acqua. Ma il problema è stato risolto completamente solo da Demetrios Eginitis, direttore dell'Osservatorio Nazionale di Atene, che ha pubblicato le sue conclusioni nel 1929.

## Storia
L'opinione degli studiosi è che l'Euripe fosse sbarrato da una diga naturale di sedimenti grossolani fino a circa 6000 anni fa, quando a seguito di un terremoto (non registrato) è rimasto aperto fino al 411 a.C., quando secondo Diodoro Siculo gli Euboici decisero di rinunciare al loro status di isola soggetta all'egemonia ateniese e di far parte della Beozia, anche se non vi è traccia di questo né in Tucidide né in Senofonte. Diodoro menziona specificamente che nella diga dovevano essere lasciate delle aperture per consentire alle maree di fluire attraverso e che un solo passaggio era stato lasciato largo abbastanza per consentire il passaggio ad una sola nave. Strabone descrive un ponte lungo due pletra (circa 50 m, probabilmente un'esagerazione).
Al tempo dell'imperatore Giustiniano I Procopio descrive due canali sull'Euripe: il grande canale originale e una nuova, stretta apertura ad est di esso, così stretta da poter essere attraversata su una tavola di legno. Questo canale più tardi è stato ampliato ed è quello usata per la navigazione nel presente.
Nel momento in cui Procopio scrisse, il nome della fortezza sulla Euripe era probabilmente Euripus, diventato Egripos prima del 1204, e leggermente modificato in Nigriponte dopo la conquista dei Latini nel 1205.
Nel 1395 Nicola di Martoni passa per Negroponte di ritorno dal suo pellegrinaggio in Egitto e in Palestina. Dalla sua descrizione è chiaro che il principale canale di trasporto nel periodo veneziano era sul lato della terraferma beota e cita i mulini sul canale, che talvolta venivano rotti dalla velocità e dalla turbolenza del flusso.
Ulteriori informazioni sul canale di navigazione e sul suo unico ponte di legno provengono da vari documenti conservati negli archivi della repubblica veneziana. Nel 1408 la formazione di scogli al di sotto del ponte creava gravi problemi alla navigazione e nel 1439 vi era preoccupazione per la tendenza della corrente a erodere i dintorni dei piloni che sostenevano il ponte.
Evliya Çelebi nel suo diario di viaggio (SN VIII250a27, ss.) dice che il canale stretto è stato allargato abbastanza per il passaggio di una galea nel tardo XVI secolo ed era ancora appena largo al tempo della sua visita nel 1668 per una galea, anche se il vecchio canale di navigazione era stato abbandonato. Alla fine del XVIII secolo la larghezza del canale si avviava a diventare simile a quella moderna.

## Uno strano fenomeno fisico
È proprio nel suo punto più angusto che l'Euripe offre alla vista un singolare fenomeno su cui ancora oggi scienziati e marinai non smettono di interrogarsi: la corrente, fortissima nel punto di strozzatura, s'inverte sette volte al giorno, con brevi periodi di tregua in cui la navigazione può svolgersi senza rischi.
(Strabone. Geografia, I, 3, 12)
Già Aristotele si interrogava su questo curioso fenomeno che non sembra potersi mettere in relazione, almeno diretta, con il comune ciclo delle maree. Una leggenda dura a morire vorrebbe che il filosofo, disperando di giungere a una spiegazione, si sarebbe gettato nelle acque tumultuose dell'Euripe.
Un'apposita e imperativa segnaletica posta all'altezza di Calcide fornisce le informazioni necessarie alla navigazione: verso della corrente e permesso di passaggio.

## Riferimenti storici
- All'epoca della battaglia delle Termopili (480 a.C.), 53 triremi ateniesi bloccarono lo stretto dell'Euripe (Erodoto. Storie, Libro VII, 183).[13]
- Durante la Guerra del Peloponneso (Vedi Battaglia di Naupatto),  nell'estate o nell'autunno del 429 a.C., gli ateniesi, guidati dallo stratega Formione, risultarono vincitori sulle navi di Corinto.

## Architettura
Per antonomasia viene indicato con il nome di euripo il canale che, nell'orchestra del teatro greco, dal IV secolo a.C., aveva il compito di far defluire le acque di scolo.

## Echi letterari

### Letteratura greca
- La storia del sacrificio di Ifigenia (Ciprie, Tragici) si svolge qui, essendo la flotta di Agamennone bloccata da una bonaccia.
- In un dialogo platonico, Socrate associa l'incostanza delle correnti nello stretto alle convinzioni sulla volatilità della realtà e dell'argomentare, presente nelle convinzioni di taluni sedicenti sapienti:

(Platone, Fedone, XXXIX, 90c (traduzione a cura di Nicola Abbagnano, Paravia, 1945))
- Benché non vi sia relazione tra l'Euripe e lo stretto in cui si combatté la celebre battaglia di Salamina, il toponimo viene a volte associato al nome di Euripide, nato, come vorrebbe una certa tradizione popolare, nello stesso giorno della battaglia, da genitori ateniesi rifugiatisi a Salamina dopo l'invasione persiana dell'Attica[14].

(Euripide, Ifigenia in Tauride)
- Esiodo, prodigo dispensatore di consigli per quanti si accingessero alla navigazione, non ha alcuna remora a rivelare una scarsissima pratica marinaresca. La sua unica esperienza sul mare la ebbe quando, in cerca di gloria, attraversò l'Euripe per prendere parte, con esiti fortunati, ad un agone poetico[15]:

(Esiodo, Le opere e i giorni, 648-661)

### Letteratura francese
- I poeti rinascimentali elessero l'Euripe a simbolo antonomasico dell'incostanza delle passioni:

(Louise Labé, Sonetto XIII (1555))
- Nella Leggenda dei secoli, Victor Hugo evoca così il clima di angosciosa attesa nella lotta dei greci contro Serse:

(Victor Hugo, Leggenda dei secoli, nuova serie (1862))
- Guillaume Apollinaire così si esprime in principio e in conclusione del poema Il viaggiatore:

La vie est variable aussi bien que l'Euripe»
(Guillaume Apollinaire, Alcools (1913))

### Letteratura italiana
- Euripus, che sta per Euripe, è il titolo di un trattato scientifico sulle maree scritto da Marco Antonio de Dominis nel XVII secolo.